# 206
206（二百六、にひゃくろく）は自然数、また整数において、205の次で207の前の数である。

## 性質
- 206は合成数であり、約数は 1, 2, 103, 206 である。
  - 約数の和は312。
  - 連続する整数で約数の和が等しくなる2番目の小さい方の数である。(次の整数207の約数の和も312) 1つ前は14、次は957。
- 2062 + 1 = 42437 であり、n2 + 1 の形で素数を生む36番目の数である。1つ前は204、次は210。
- 67番目の半素数である。1つ前は205、次は209。
- 206 = 12 + 32 + 142 = 12 + 62 + 132 = 22 + 92 + 112 = 52 + 92 + 102 = 62 + 72 + 112
  - 3つの平方数の和5通りで表せる2番目の数である。1つ前は194、次は230。(オンライン整数列大辞典の数列 A025325)
  - 異なる3つの平方数の和5通りで表せる最小の数である。次は230。(オンライン整数列大辞典の数列 A025343)
  - 異なる3つの平方数の和 n 通りで表せる最小の数である。1つ前の4通りは161、次の6通りは314。(オンライン整数列大辞典の数列 A025415)
- 各位の和が8になる18番目の数である。1つ前は170、次は215。
- 206 = 33 + 33 + 33 + 53
  - 4つの正の数の立方和で表せる46番目の数である。1つ前は205、次は217。(オンライン整数列大辞典の数列 A003327)

## その他 206 に関連すること
- 西暦206年
- プジョー・206はフランス・プジョー社の乗用車。
- 人間の骨の数は206個程度とされる。
- 年始から数えて206日目は7月25日、閏年は7月24日。
- 漢字の中古音の基準となる広韻の韻目は206韻である。
- 第206代ローマ教皇はマルティヌス5世である（在位：1417年11月11日～1431年2月20日）である。
- ベル 206 　アメリカ、ベル・ヘリコプター・テキストロン社製の民間ヘリコプター。